# Aberdyfi
Aberdyfi (en anglès Aberdovey) és un poblet del comtat gal·lès de Gwynedd (anglès: "Gwynedd"). Es troba a 132 km de Cardiff i a 181 km de Londres. El 2011 la població era de 6.047 habitants, dels quals 1.910 (31,6%) parlaven gal·lès I %35 havien nascut a Gal·les.